# Драгослав Єврич
Драгослав Єврич (серб. Dragoslav Jevrić, нар. 8 липня 1974, Беране) — сербський футболіст, що грав на позиції воротаря.
Виступав, зокрема, за клуби «Црвена Звезда» та «Вітесс», а також національну збірну Сербії і Чорногорії.
Триразовий володар Кубку Югославії. 

## Клубна кар'єра
Драгослава Єврич розпочав свою футбольну кар'єру в молодіжному складі клубу«Іванград», продовжив у «Рударі» з міста Плєвля. Потім Драгослав виступав за «Приштину», а в 1993 році в складі клубу «Обилич» розпочав свою професійну кар'єру футболіста. У своєму дебютному сезоні у другій лізі Югославії Драгослав провів 31 матч. Усього за «Обилич» за два сезони Драгослава провів 66 матчів. У 1995 році Євріч перейшов в стан клубу «Црвена Звезда». За чотири сезони в клубі Драган провів 70 матчів.
У 1999 році Драгослава став гравцем нідерландського клубу «Вітессе», який виступав у Ередивізі. «Вітессе» взяв Драгана на місце основного воротаря замість Сандера Вестервельда, який перейшов в англійський «Ліверпуль». Драгослав відразу став основним воротарем в клубі і в своєму першому сезоні провів за «Вітессе» 34 матчі. У наступному сезоні 2000/01 років Драгослава опинився на лаві запасних і так і не провів жодного матчу в чемпіонаті. Однак в сезоні 2001/02 років Євріч повернув собі місце в основному складі і відіграв за «Вітессе» всі 34 матчі в чемпіонаті, хоча в передостанньому турі проти «Ексельсіора» Драгослав був видалений з поля на 35-ій хвилині. «Вітессе» ж завершив сезон на п'ятому місці, потрапивши в єврокубкову зону.
У сезоні 2003/04 років Драгослав став другим воротарем в клубі після Єма ван Фессема, Євріч за сезон зіграв всього 13 матчів. В середині сезону 2004/05 років, в якому Драгослав був основним воротарем в клубі, Євріча не продовжив контракт з «Веттесом», який закінчувався влітку 2005 року, і тому клуб вирішив позбутися гравця в зимове трансферне вікно, для того щоб отримати невелику грошову вигоду. У січні 2005 року Драгослав перейшов у турецький «Анкараспор», з клубом був підписаний контракт на три роки.
У чемпіонаті Туреччини Драгослава за три сезони провів 50 матчів, але в кінцевому підсумку за обопільною згодою сторони розірвали контракт у 2007 році. Ставши вільним гравцем Євріч підписав контракт з ізраїльським «Маккабі» з Тель-Авіва. У липні 2008 року Євріч продовжив свій контракт з «Маккабі» ще на один рік.
З 2009 по 2010 рік грав у складі «Маккабі» (Петах-Тіква).
Завершив професійну ігрову кар'єру у клубі «Омонія», за команду якого виступав протягом 2010—2012 років.

## Виступи за збірні
2002 року дебютував в офіційних матчах у складі національної збірної Югославії (з наступного року — Сербії і Чорногорії). Протягом кар'єри у національній команді, яка тривала 5 років, провів у формі головної команди країни 43 матчі.
У складі збірної був учасником чемпіонату світу 2006 року у Німеччині. У складі збірної був єдиним уродженцем Чорногорії, оскільки напередодні початку турніру травмувався Мірко Вучинич.
4 серпня 2006 року був викликаний до табору національної збірної Сербії на товариський матч проти Чехії. Проте в цьому матчі Драгослав не зіграв, оскільки головний тренер сербської збірної Хав'єр Клементе віддав перевагу Владимиру Стойковичу, це в свою чергу розлютило Єврича, який вирішив завершити міжнародну кар'єру. Він заявив, що більше не буде грати ні за Сербію, ні за Чорногорію.

## Статистика виступів

### У збірній
| Національна збірна | Національна збірна | Національна збірна |
| Рік                | Матчі              | Голи               |
| ------------------ | ------------------ | ------------------ |
| 2002               | 11                 | 0                  |
| 2003               | 9                  | 0                  |
| 2004               | 7                  | 0                  |
| 2005               | 11                 | 0                  |
| 2006               | 5                  | 0                  |
| Загалом            | 43                 | 0                  |

## Титули і досягнення
- Кубок Югославії («Црвена Звезда»):
  -  Володар (3): 1995/96, 1996/97, 1998/99

- Кубок Тото
  -  Володар (1): 2008/09

- Кубок Кіпру
  -  Володар (2): 2010/11, 2011/12

- Суперкубок Кіпру
  -  Володар (1): 2010